# Anand (Gujarat)
Anand (Gujarati: અાણંદ; Hindi: आणंद) ist eine Stadt im indischen Bundesstaat Gujarat.
Die Stadt bildet das Verwaltungszentrum des am 2. Oktober 1997 gegründeten gleichnamigen Distrikts. Zuvor lag Anand im Distrikt Kheda.
Die Stadt Anand liegt zwischen den beiden Millionenstädten Ahmedabad (65 km nordwestlich) und Vadodara (35 km südöstlich). Die Stadt Nadiad liegt knapp 20 km nordwestlich von Anand. Die Schnellstraße NE 1 (Ahmedabad–Vadodara) führt an Anand vorbei. Die Stadt liegt ebenfalls an der Bahnstrecke, welche diese Städte verbindet.
Die Stadt besitzt den Status einer Municipality (Nagar Palika). Sie ist in 14 Wards gegliedert.
Beim Zensus 2011 hatte Anand knapp 200.000 Einwohner.

## Persönlichkeiten
- Monank Patel (* 1993), US-amerikanischer Cricketspieler